# Station Flensburg
Station Flensburg is een spoorwegstation in de Duitse plaats Flensburg. Het station werd geopend op 1 december 1927.
Kiel Hauptbahnhof ·
Kiel Lübecker Chaussee ·
Kiel Winterbeker Weg · 
Kiel-Hassee ·
Kiel-Hassee CITTI-PARK ·
Kiel Waldorfschule ·
Kronshagen ·
Suchsdorf ·
Levensau ·
Neuwittenbek ·
Gettorf Süd ·
Gettorf ·
Altenhof (Schleswig) ·
Eckernförde Süd ·
Eckernförde ·
Rieseby ·
Lindaunis ·
Fahrtoft ·
Süderbrarup ·
Mohrkirch ·
Sörup ·
Winderatt ·
Husby ·
Maasbüll (Angeln) ·
Flensburg
Neumünster ·
Aspe ·
Nortorf · 
Bokelholm ·
Osterrönfeld ·
Rendsburg ·
Büdelsdorf ·
Alt Duvenstedt ·
Owschlag ·
Lottorf ·
Schleswig ·
Schuby ·
Jübek ·
Eggebek ·
Tarp ·
Barderup ·
Flensburg-Weiche ·
Flensburg